# Drum național 1
Der Drum național 1 (rumänisch für „Nationalstraße 1“, kurz DN1) ist eine Nationalstraße in Rumänien.

## Verlauf

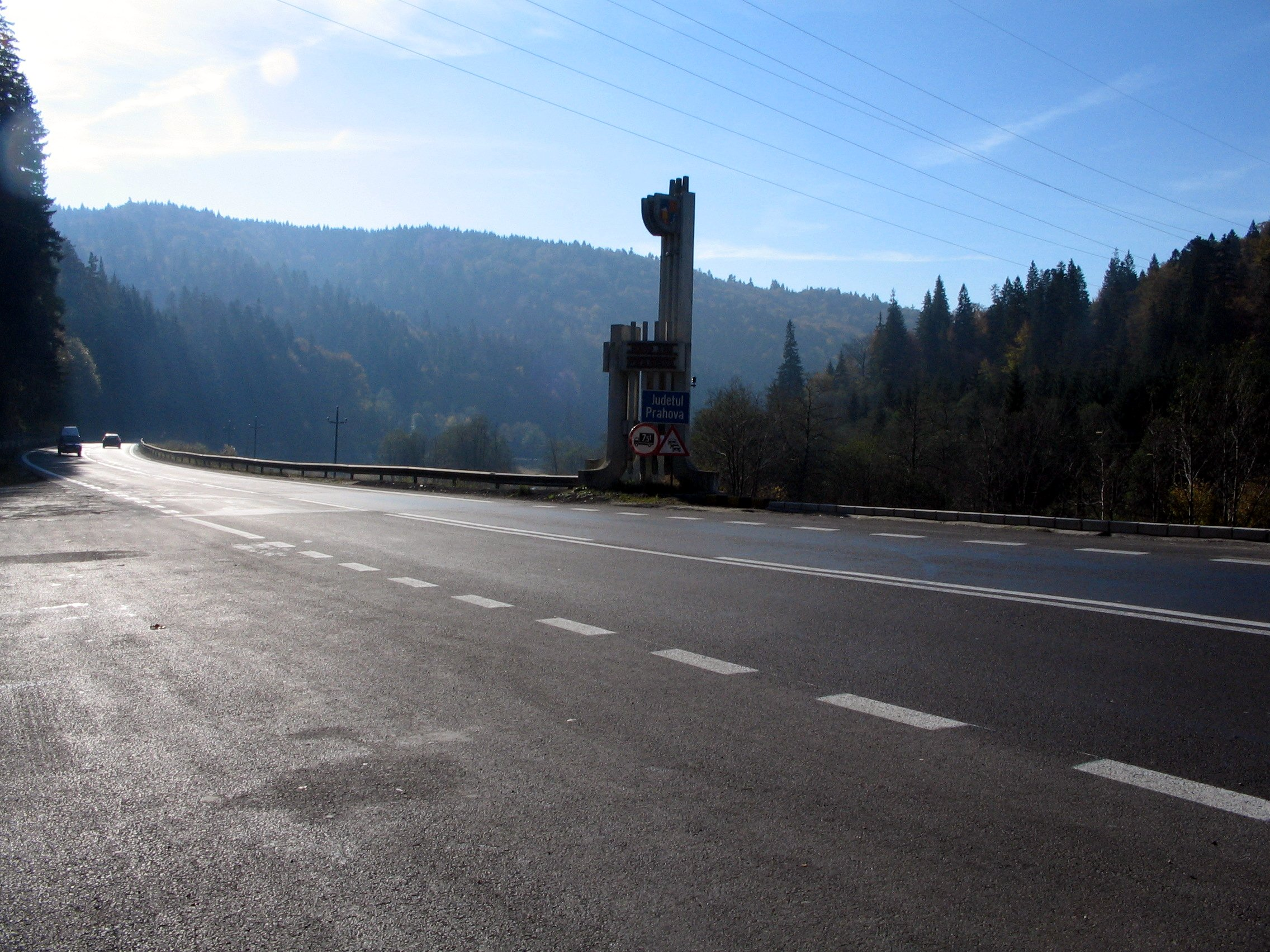
Die Straße bei Predeal

Die Straße beginnt in der Hauptstadt Bukarest und verläuft zunächst, zugleich als Europastraße 60, vierstreifig ausgebaut, in nördlicher Richtung nach Ploiești, führt von dort in das Tal der Prahova, verschmälert sich hinter Breaza auf zwei Spuren und  verläuft weiter über Sinaia Azuga und Predeal über den Predeal-Pass nach Brașov (Kronstadt). Von dort aus führt sie in westnordwestlicher Richtung weiter über Făgăraș (Fogarasch), trifft bei Tălmaciu (Talmesch) auf die Drum național 7 und führt nach Hermannstadt (Sibiu). Von dort aus führt sie, zugleich als DN7 und Europastraße 68 sowie Europastraße 81 und begleitet von der Autostradă 1, den Fluss Mureș (Marosch) entlang nach Sebeș (Mühlbach), wo sie sich wieder von der DN7 trennt. Die DN1 verläuft, zugleich als Europastraße 81, in nördlicher Richtung über Alba Iulia (Karlsburg) und Turda nach Cluj-Napoca, wendet sich wieder nach Westen und setzt sich, zugleich als Europastraße 60, über Huedin und Aleșd nach Oradea (Großwardein) fort. Von dort aus führt sie gleich mit der Europastraße 79 zur rumänisch-ungarischen Grenze bei Borș, an der sie in die ungarische 42-es főút übergeht.
Die Länge der Straße beträgt 643 Kilometer.